# Limnodromus
Limnodromus Wied-Neuwied, 1833 è un genere di uccelli della famiglia Scolopacidae.

## Tassonomia
Comprende tre specie:
- Limnodromus griseus (J.F.Gmelin, 1789) - limnodromo beccocorto o piro-piro pettorossiccio minore
- Limnodromus scolopaceus  (Say, 1822) - limnodromo beccolungo o piro-piro pettorossiccio maggiore
- Limnodromus semipalmatus  (Blyth, 1848) - limnodromo semipalmato o piro-piro pettorossiccio asiatico